# Nathan Stewart-Jarrett
Nathan Lloyd Stewart-Jarrett (Wandsworth, Londres, Inglaterra; 4 de diciembre de 1985) es un actor británico. Es más conocido por su papel como Curtis Donovan en la serie Misfits y como Ian en Utopia.

## Carrera
Stewart-Jarrett estudió en el BRIT School por cuatro años. Se graduó en 2003 y asistió al Central School of Speech and Drama, graduándose en 2006.
Stewart-Jarrett hizo su debut teatral con varios papeles en Brixton Stories en Lyric, Hammersmith, actuando también en The History Boys. En 2012, figuró en Pitchfork Disney. En 2009, se unió al reparto de Misfits como Curtis Donovan. En 2012, era el último miembro del reparto original todavía en la serie hasta la cuarta temporada. Protagonizó la serie Utopia. Apareció en un video de Years&Years llamado "Real" lanzado en 2014.